# Korluca (Pertek)
Korluca ist ein Dorf (Köy) im Landkreis Pertek der türkischen Provinz Tunceli. Im Jahr 2011 lebten in Korluca 43 Menschen.